# أكيهيكو ياماموتو
أكيهيكو ياماموتو هو سياسي ياباني، ولد في 1 أبريل 1947. حزبياً، نشط في الحزب الليبرالي الديمقراطي الياباني. وقد انتخب عضو مجلس النواب من اليابان.